# Arthur Marchant
Arthur Marchant, né le 23 avril 1888 et mort le 10 février 1951, est un homme politique français.

## Détail des fonctions et des mandats
Mandat parlementaire
- 7 novembre 1948 - 10 février 1951 : Sénateur du Nord